# 松山区 (台北市)

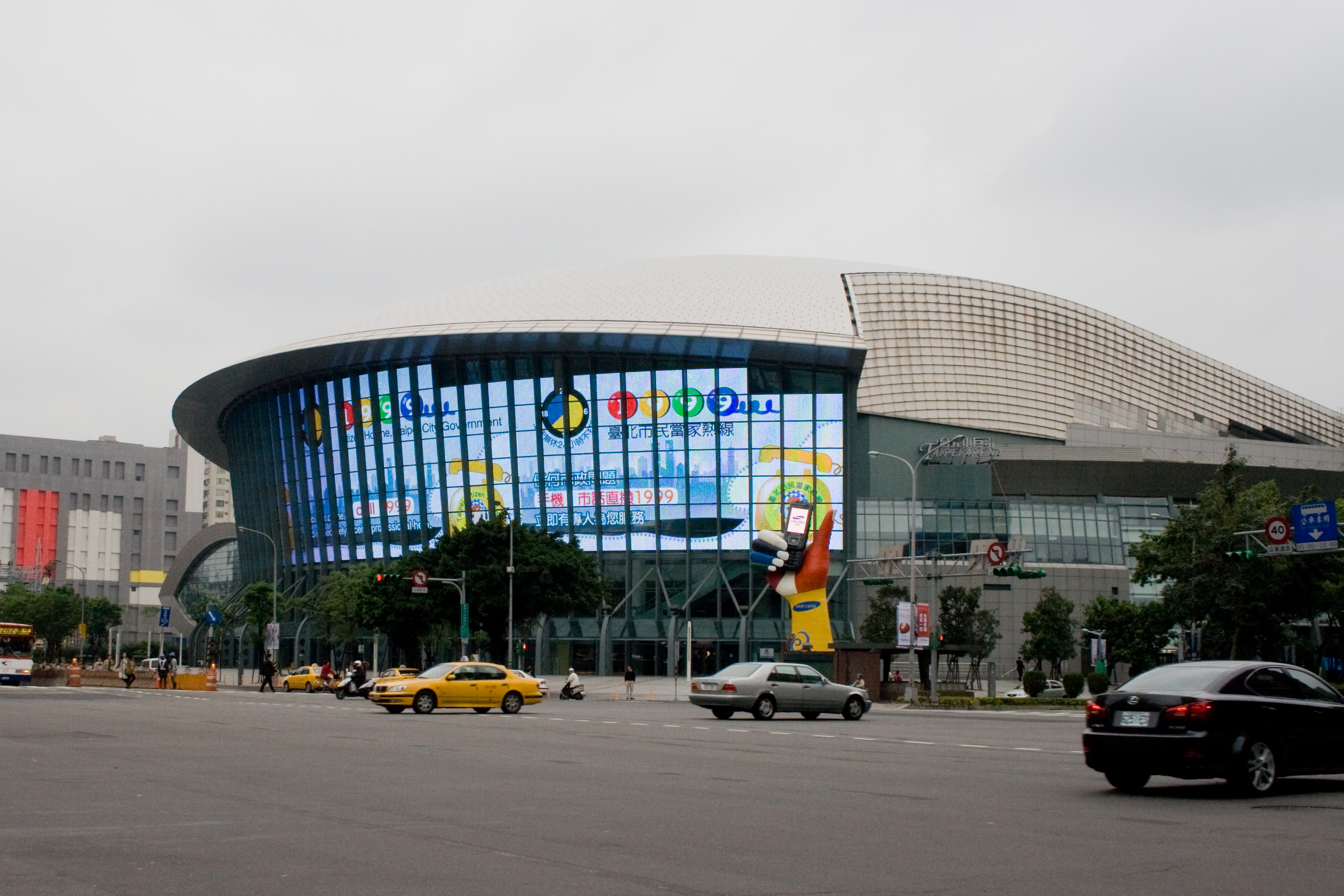
台北アリーナ

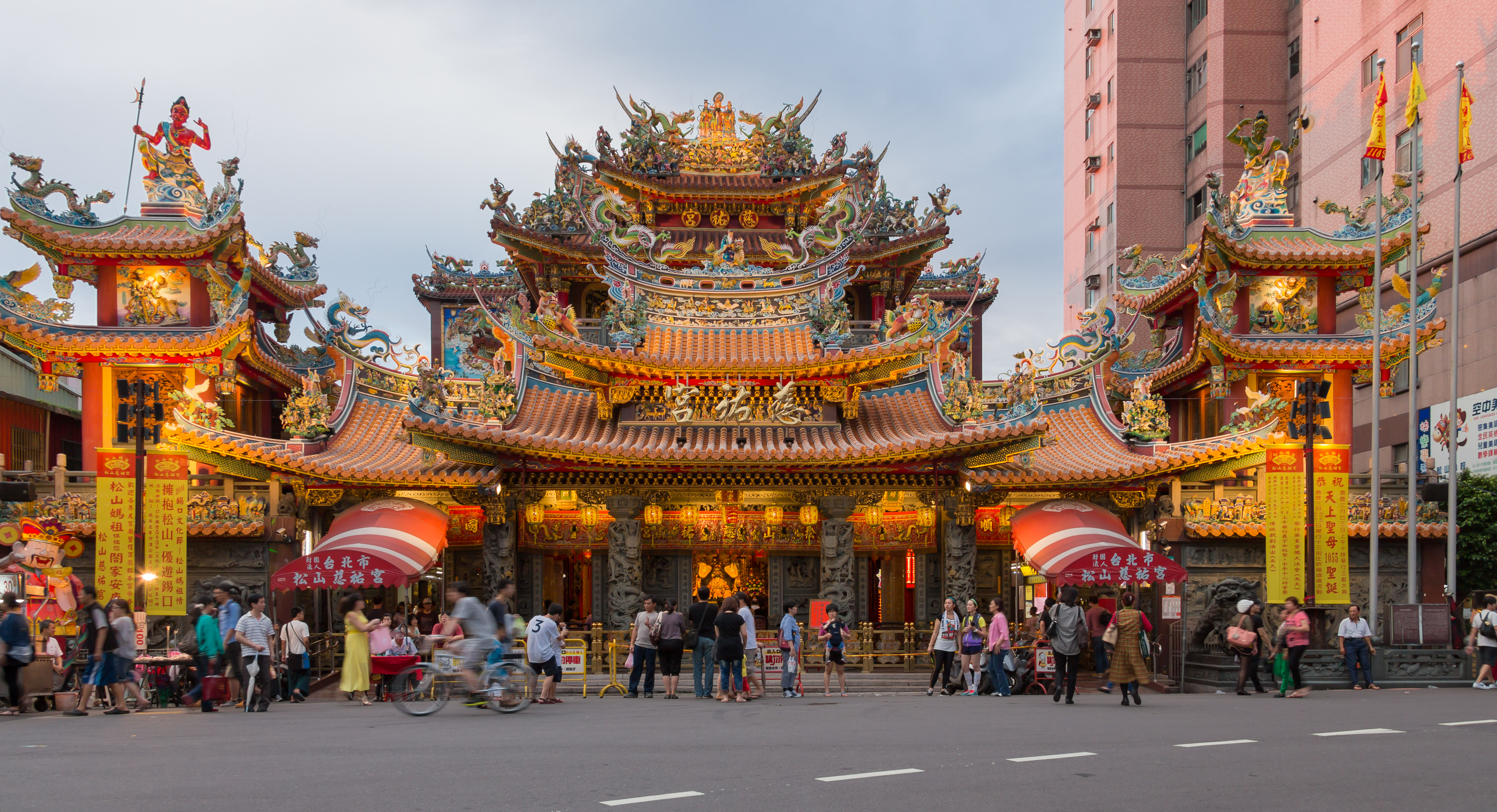
松山慈祐宮

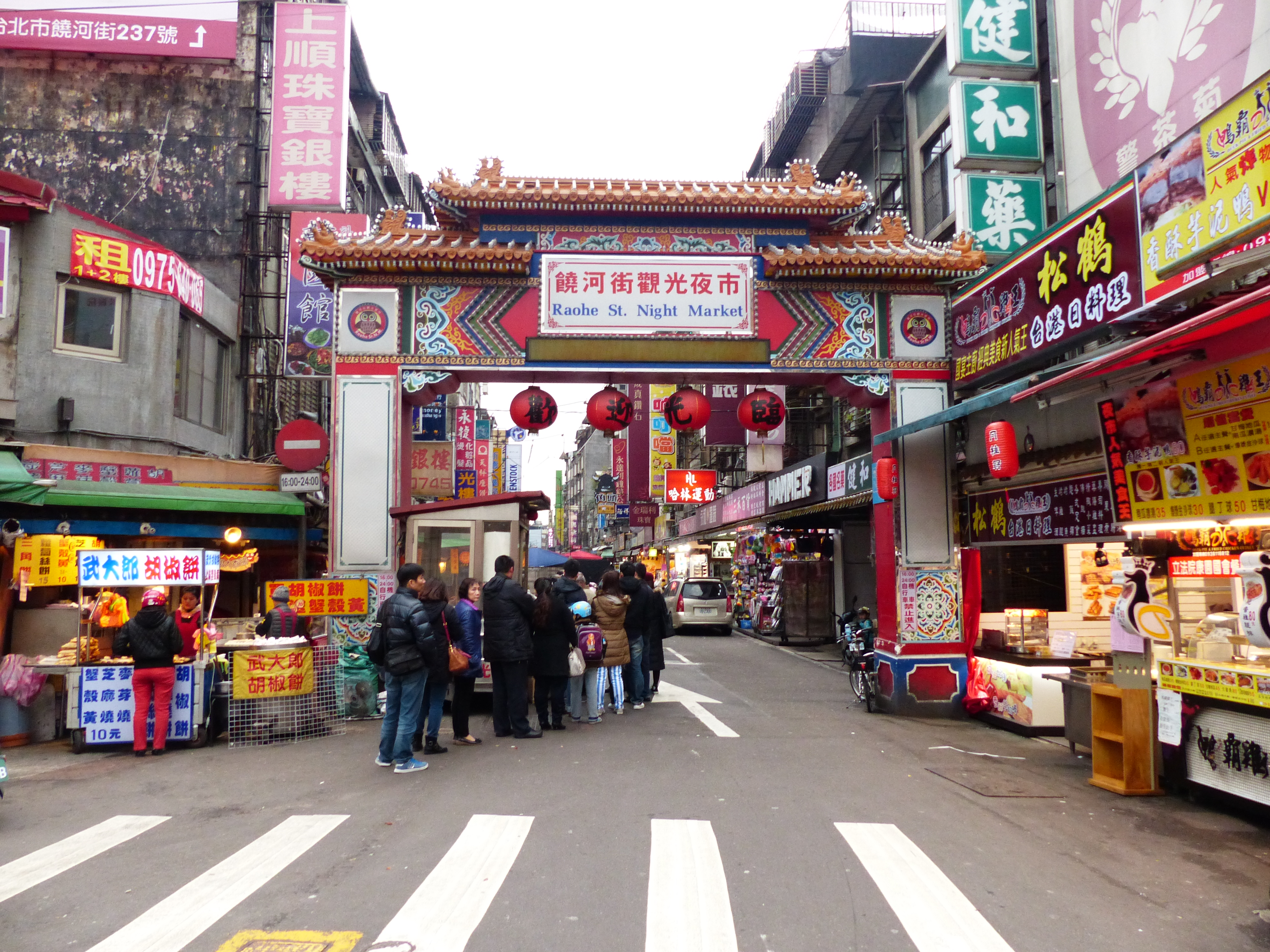
饒河街夜市

松山区（ソンシャン/まつやま-く）は、台北市の市轄区。

## 地理
台北市の中心部に位置し、区内は住宅地を中心に構成されているが、八徳路及び南京東路周辺は商業地となっている。また台湾国内最大の松山空港を擁し、台北の空の玄関口としての地位を占めている。

## 歴史
元来は原住民語で「河の湾曲した場所」を意味するMalysyakkawから麻里錫口社と称されていた。ここで表す河とは基隆河を指している。
1709年、陳頼章による入植が進み、泉州同安人の漢人集落が形成されると、錫口と称されるようになった。日本統治時代の1920年に「附近の丘岡には、島内稀に見る松林を有す」ることに因み内地風地名の「松山（まつやま）」と改称され現在に至る。別に、錫口の風景が愛媛県の松山に似ているから、との説もある。松山改名当初は台北州七星郡に属していたが、1938年に台北市に編入される。戦後は松山区として改編された。「松山」は、日本語では戦前からの慣例で「まつやま」と読むこともあるほか、漢音読みのしょうざんと読むこともある。台北捷運の日本語アナウンスでは「まつやま」が採用されている。
1990年に区南部が信義区として独立し現在に至る。

## 下部行政区域
| 地区 | 里                                                                     |
| ---- | ---------------------------------------------------------------------- |
| 東社 | 中華里、民福里、東昌里、松基里、龍田里、民有里、東光里、東勢里、精忠里 |
| 三民 | 三民里、東栄里、新東里、富泰里、介寿里、荘敬里、新益里、富錦里         |
| 中崙 | 中正里、吉仁里、敦化里、復源里、福成里、中崙里、美仁里、復建里、復勢里 |
| 本鎮 | 安平里、自強里、新聚里、鵬程里、吉祥里、復盛里、慈祐里                 |

## 教育

### 高級中学
- 台北市立西松高級中学
- 台北市立中崙高級中学
- 私立育達高級中等学校

### 国民中学
- 台北市立介寿国民中学
- 台北市立民生国民中学
- 台北市立中山国民中学
- 台北市立敦化国民中学
- 台北市立西松高級中学付属国中部
- 台北市立中崙高級中学付属国中部

### 国民小学
- 台北市立松山国民小学
- 台北市立西松国民小学
- 台北市立敦化国民小学
- 台北市立民生国民小学
- 台北市立民権国民小学
- 台北市立民族国民小学
- 台北市立三民国民小学
- 台北市立健康国民小学

### 幼稚園
| - 台北市立松山国民小学付属幼稚園 - 台北市立西松国民小学付属幼稚園 - 台北市立敦化国民小学付属幼稚園 - 台北市立民権国民小学付属幼稚園 - 台北市立三民国民小学付属幼稚園 - 台北市立民族国民小学付属幼稚園 - 台北市立健康国民小学付属幼稚園 - 三民幼稚園 - 童欣幼稚園 - 郁欣幼稚園 | - 正欣幼稚園 - 育華幼稚園 - 立徳幼稚園 - 心安幼稚園 - 方元幼稚園 - 育達附幼 - 延吉幼稚園 - 維多利亜幼稚園 - 恵元幼稚園 - 光華幼稚園 | - 旭光幼稚園 - 民權幼稚園 - 民族幼稚園 - 家幼稚園 - 白鹿洞幼稚園 - 小華幼稚園 - 英童幼稚園 - 思高幼稚園 |

## 交通
| 種類     | 路線名        | 駅又はIC等設備名称                        |
| -------- | ------------- | ----------------------------------------- |
| 航空     | 国内線        | 松山空港                                  |
| 鉄道     | 縦貫線        | 松山駅                                    |
| 台北捷運 | 松山線        | 松山駅 南京三民駅 台北小巨蛋駅 南京復興駅 |
| 台北捷運 | 内湖線 文山線 | 松山機場駅 中山国中駅 南京復興駅          |

## 観光

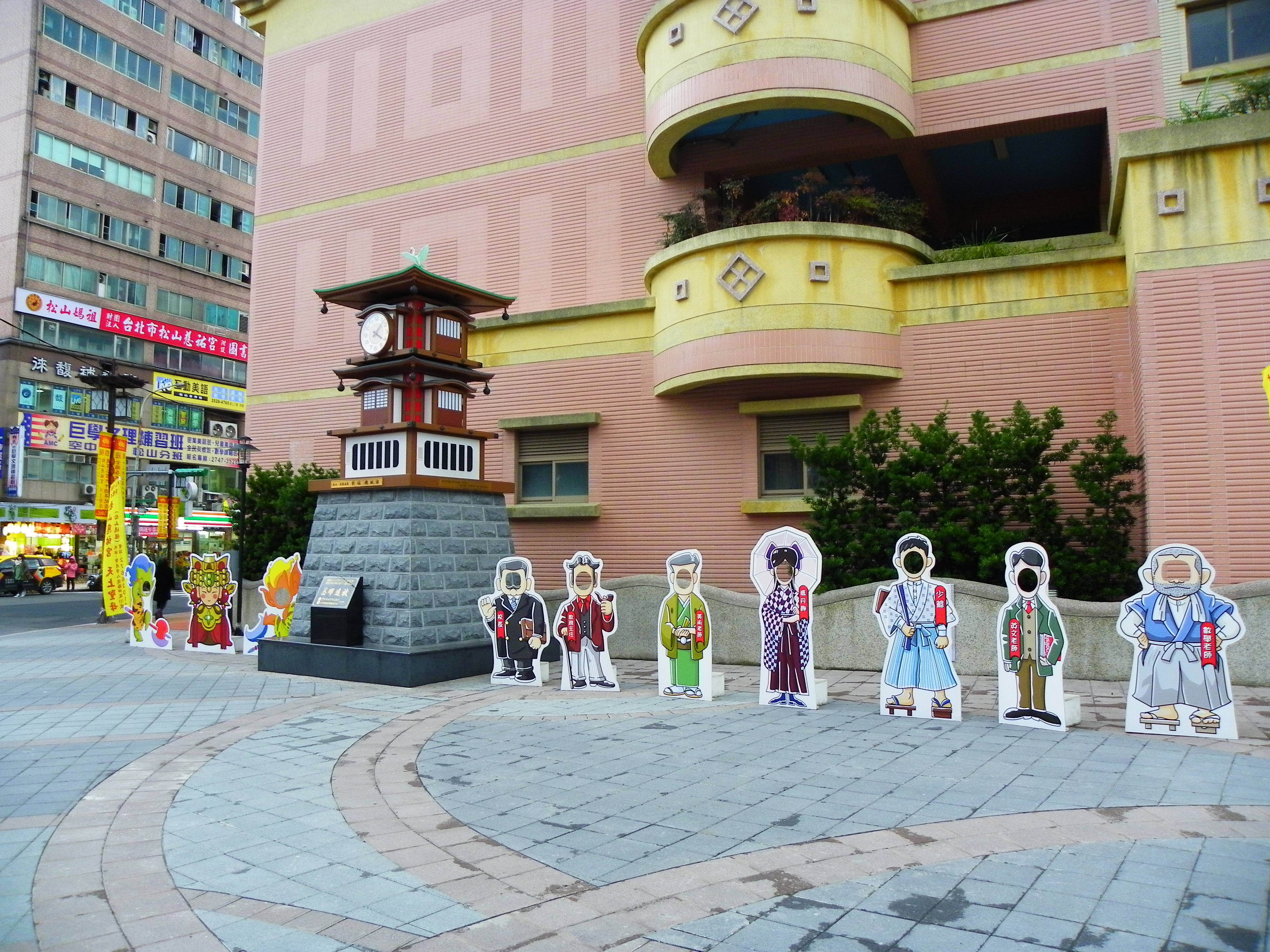
慈祐宮前の松山道後温泉幸福からくり時計

- 松山慈祐宮（中国語版） - 媽祖を祀った寺。清乾隆帝の時代に福建省・広東省から移り住んだ移民によって建てられたとされる。後に関帝なども祀られるようになった。台鉄松山駅前。
- 饒河街観光夜市